# Lupinus simulans
Lupinus simulans är en ärtväxtart som beskrevs av Joseph Nelson Rose. Lupinus simulans ingår i släktet lupiner, och familjen ärtväxter. Inga underarter finns listade i Catalogue of Life.